# ヤールサイド鉄鉱山のトラムウェイ

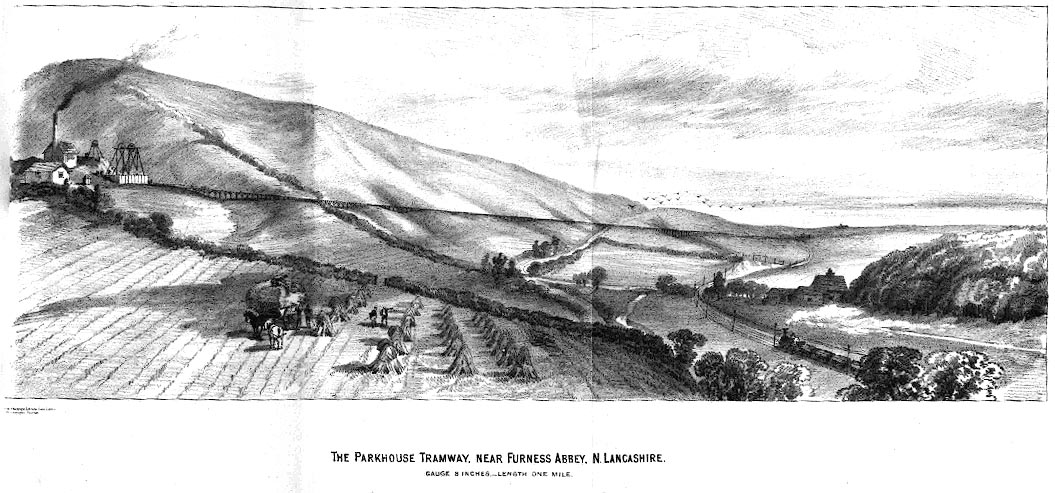
ノース・ランカシャー州ファーネス・アビー近くのパークハウス・ミネラル鉄道。軌間8インチ、延長1マイル。

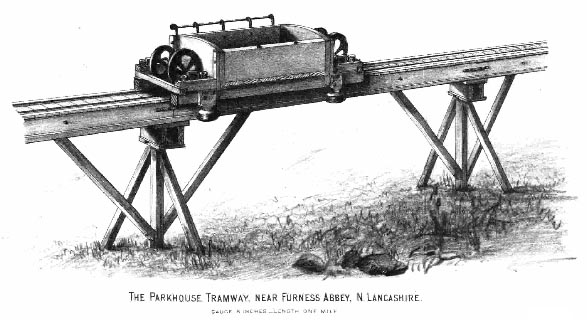
パークハウス・ミネラル鉄道の貨車。

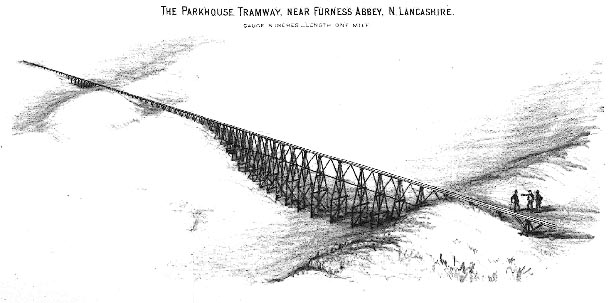
パークハウス・ミネラル鉄道のトレッスル橋。

ヤールサイド鉄鉱山のトラムウェイ（ヤールサイドてっこうざんのトラムウェイ、英: Yarlside Iron Mines tramway）またはパークハウス・ミネラル鉄道（パークハウスミネラルてつどう、英: Parkhouse Mineral Railway）は、かつてイングランドのノース・ランカシャー州（現・カンブリア州）に敷設されていた、パークハウス・ヘマタイト・オー・マインズ (Parkhouse Haematite Ore Mines) からファーネス鉄道 (Furness Railway) のルース駅 (Roose) までの延長1マイル（1.6キロメートル）の革新的な鉄道である。
モノレールと同様に、当鉄道にはジョン・バラクロウ・フェル (John Barraclough Fell) が考案し特許取得した、安定化のための側面の車輪を有していた。
当鉄道が運行されていたバロー＝イン＝ファーネス近くのヤールサイド領域は、33マイル (53 km) 東にあるヤールサイド・フェルとは無関係である。

## 歴史

### ヤールサイド鉄鉱山のトラムウェイ
ファーネス鉄道の脇の交換所からヤールサイド鉄鉱山までの馬に引かれたモノレールとして、ジョン・バラクロウ・フェルが1868年に最初の「ヤールサイド鉄鉱山のトラムウェイ」を設計し敷設した。

### パークハウス・トラムウェイ
2年後の1870年に、ジョン・バラクロウ・フェルはトラムウェイを鉱山の西にあるパークハウス農場に因んで命名された「パークハウス・トラムウェイ」と呼ばれる別の実験的な狭軌鉄道路線に置き換えた。
当路線は軌間 8インチ (200 mm) であり、また2つのトラスで構成される中央の梁に非常に低い重心と側面の車輪で安定化させていた。
当鉄道は固定エンジンと無限のワイヤーロープによって駆動されていた。
当鉄道では年間で最高10万トンを輸送可能であった。
貨車には1トンの鉄鉱石がそれぞれ積み込まれ、乗客8人が乗った小型の客車は毎時15〜20マイルの速度で完璧な安定性と安全性で走行していた。
彼が特許取得したシステムの重要な革新の一つは、起伏の多い土地の沈み込みに対して盛土と切り崩しの利用ではなく木製の架台を使用することであった。
1873年に当路線は標準軌鉄道となった。

## 関連文献
- Jepson, Gill (2017). Secret Barrow-in-Furness. Stroud: Amberley Publishing. ISBN 978-1-4456-6847-5